# Гачеділі
Гачеділі (груз. გაჭედილი) — село в Грузії.
За даними перепису населення 2014 року в селі проживає 427 особи.